# Тыллыминский 2-й наслег
Тыллыминский 2-й наслег — сельское поселение в Мегино-Кангаласском улусе Якутии Российской Федерации.
Административный центр — село Хатылыма.

## География
Тыллыминский 2-й наслег граничит с другими сельскими поселениями района:
- Нахаринский 1-й наслег,
- Рассолодинский наслег,
- Тыллыминский 1-й наслег[3].

## История
Тыллыминский 2-й наслег выделен из состава Тыллыминского наслега в 2001 году.
Муниципальное образование установлено законом Республики Саха от 30 ноября 2004 года.
Статус и границы сельского поселения установлены Законом Республики Саха (Якутия) от 30 ноября 2004 года N 173-З N 353-III «Об установлении границ и о наделении статусом городского и сельского поселений муниципальных образований Республики Саха (Якутия)».

## Население
| 2002 | 2010 | 2011 | 2012 | 2013 | 2014 | 2015 |
| ---- | ---- | ---- | ---- | ---- | ---- | ---- |
| 142  | ↘118 | →118 | ↘115 | ↘114 | ↘113 | ↗119 |
| 2016 | 2017 | 2018 | 2019 | 2020 | 2021 |      |
| ↘117 | ↗118 | ↗119 | ↗121 | ↘120 | →120 |      |

## Состав сельского поселения
| № | Населённый пункт | Тип населённого пункта       | Население |
| - | ---------------- | ---------------------------- | --------- |
| 1 | Хатылыма         | село, административный центр | →120      |